# 유콘 대학교

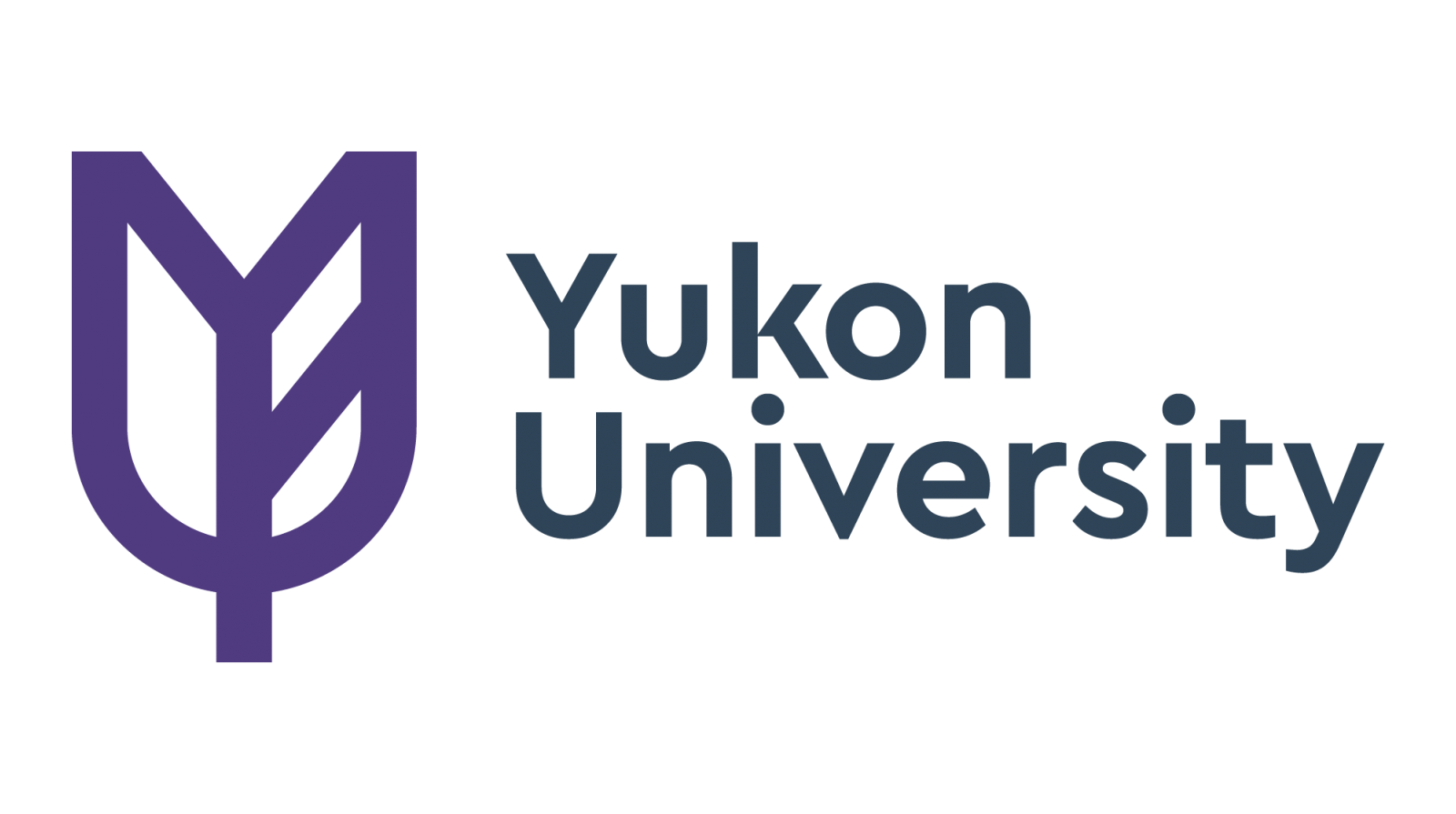

유콘 대학교(Yukon University)는 유콘 준주 화이트호스의 대학교이다.
캐나다 영토인 유콘(Yukon)에 있는 공립 대학교이다. 대학 메인 캠퍼스는 화이트호스에 기반을 두고 있지만 이 기관은 영토 전역에 걸쳐 12개의 캠퍼스도 운영하고 있다. 이 대학은 학사 학위, 수료증, 수료증, 무역, 직업 훈련, 성인 기본 교육을 수여한다. 이 기관은 현재 캐나다 북부에 위치한 유일한 대학이다.
이 기관은 1963년에 설립된 화이트호스 직업 및 기술 교육 센터로 그 기원을 추적한다. 나중에 1965년에 유콘 직업 및 훈련 센터로 이름이 변경되었다. 이 기관은 학생들에게 직업 훈련을 제공하는 고등 교육 센터로 운영되었다. 1980년대에는 대학으로 개편되었다. 이 기관은 2020년 캐나다 북부 준주에서 최초의 대학인 대학으로 개편될 때까지 유콘 칼리지(Yukon College)로 운영되었다.